# Condado de Rock Island

widthpx

Rock Island es un condado del estado estadounidense de Illinois.

## Datos básicos
- Capital condal: Rock Island
- Superficie: 1168  km²
- Población: 149 374 (2000)
- Etnias: 85.52% blancos,7.54% negros,1.02% asiáticos,0.27% nativos americanos, 0.03% isleños del pacífico,3.76% otras razas, 1.86% mulatos y mestizos. 8.56% son hispanos.

## Límites
- Limita: al N, NO y O con el estado de Iowa (condados de Muscatine, Scott y Clinton), al NE con el condado de Whiteside,al E con el condado de Henry y al S con el condado de Mercer.

## Localidades
- Andalusia
- Carbon Cliff
- Coal Valley (parte)
- Cordova
- Coyne Center
- East Moline
- Hampton
- Hillsdale
- Milan
- Moline
- Oak Grove
- Port Byron
- Rapids City
- Rock Island
- Rock Island Arsenal
- Silvis
- Zuma